# Malmö Fotbollförening 2021
Questa voce raccoglie le informazioni riguardanti il Malmö Fotbollförening, meglio conosciuto come Malmö FF, nelle competizioni ufficiali della stagione 2021.

## Maglie e sponsor
Puma è lo sponsor tecnico per il ventesimo anno consecutivo. Volkswagen si ripropone come main sponsor per il quinto anno di fila.

La prima maglia presenta il classico colore celeste, ma anche la seconda divisa si riconferma di colore blu scuro.
| Casa | Trasferta |  |

## Rosa
| N. |                      | Ruolo | Calciatore                     |
| -- | -------------------- | ----- | ------------------------------ |
| 2  | Svezia (bandiera)    | D     | Eric Larsson                   |
| 3  | Danimarca (bandiera) | D     | Jonas Knudsen                  |
| 4  | Finlandia (bandiera) | D     | Niklas Moisander               |
| 5  | Danimarca (bandiera) | C     | Søren Rieks                    |
| 6  | Svezia (bandiera)    | C     | Oscar Lewicki                  |
| 7  | Svezia (bandiera)    | C     | Erdal Rakip                    |
| 8  | Svezia (bandiera)    | C     | Pavle Vagić                    |
| 8  | Perù (bandiera)      | C     | Sergio Peña                    |
| 9  | Croazia (bandiera)   | A     | Antonio Čolak                  |
| 10 | Danimarca (bandiera) | C     | Anders Christiansen (capitano) |
| 11 | Svezia (bandiera)    | A     | Ola Toivonen                   |
| 13 | Svezia (bandiera)    | D     | Martin Olsson                  |
| 14 | Svezia (bandiera)    | D     | Felix Beijmo                   |
| 15 | Svezia (bandiera)    | D     | Anel Ahmedhodžić               |

| N. |                      | Ruolo | Calciatore         |
| -- | -------------------- | ----- | ------------------ |
| 17 | Ghana (bandiera)     | A     | Malik Abubakari    |
| 19 | Serbia (bandiera)    | C     | Veljko Birmančević |
| 20 | Nigeria (bandiera)   | C     | Bonke Innocent     |
| 21 | Svezia (bandiera)    | C     | Peter Gwargis      |
| 22 | Svezia (bandiera)    | A     | Adi Nalić          |
| 24 | Danimarca (bandiera) | D     | Lasse Nielsen      |
| 27 | Svezia (bandiera)    | P     | Johan Dahlin       |
| 29 | Svezia (bandiera)    | D     | Noah Eile          |
| 30 | Svezia (bandiera)    | P     | Marko Johansson    |
| 30 | Svezia (bandiera)    | P     | Ismael Diawara     |
| 31 | Svezia (bandiera)    | D     | Franz Brorsson     |
| 32 | Norvegia (bandiera)  | C     | Jo Inge Berget     |
| 37 | Svezia (bandiera)    | C     | Sebastian Nanasi   |
| 39 | Svezia (bandiera)    | A     | Amin Sarr          |

## Risultati

### Allsvenskan

#### Girone di andata
| Arbitro: | Mohammed Al-Hakim |

|                                               |           |                                |
| Christiansen 36’ (rig.) Rieks 40’ Knudsen 89’ | Marcatori | 21’ Ludwigson 45+7’ A. Khalili |

| Arbitro: | Glenn Nyberg |

|            |           |                          |
| Traoré 53’ | Marcatori | 9’ Ahmedhodžić 20’ Rieks |

| Arbitro: | Kristoffer Karlsson |

|           |           |             |
| Čolak 52’ | Marcatori | 81’ Mukiibi |

| Arbitro: | Bojan Pandžić |

|                                     |           |           |
| Bärkroth 31’ Witry 67’ Bärkroth 70’ | Marcatori | 77’ Nalić |

| Arbitro: | Victor Wolf |

|                                       |           |                                 |
| Birmančević 12’ Nielsen 61’ Rieks 79’ | Marcatori | 26’ Stanisic 82’ Karlsson Adjei |

| Arbitro: | Glenn Nyberg |

|                    |           |            |
| Nielsen 64’ (aut.) | Marcatori | 24’ Berget |

| Arbitro: | Victor Wolf |

|                              |           |               |
| Rakip 9’ Čolak 32’ Čolak 57’ | Marcatori | 54’ Bergqvist |

| Arbitro: | Adam Ladebäck |

|                            |           |           |
| Berget 27’ Birmančević 64’ | Marcatori | 50’ Frick |

| Arbitro: | Kristoffer Karlsson |

|            |           |                    |
| Hümmet 64’ | Marcatori | 3’ Nalić 76’ Rakip |

| Arbitro: | Victor Wolf |

|                                 |           |                     |
| Björk 11’ Skúlason 39’ Lima 83’ | Marcatori | 13’ Čolak 43’ Čolak |

| Arbitro: | Granit Maqedonci |

|                                                       |           |  |
| Čolak 1’ Rieks 22’ Birmančević 88’ Christiansen 90+3’ | Marcatori |  |

| Arbitro: | Adam Ladebäck |

|  |           |                                                                      |
|  | Marcatori | 17’ Čolak 45’ Nalić 51’ Christiansen 53’ Birmančević 55’ Birmančević |

| Arbitro: | Bojan Pandžić |

|  |           |                                      |
|  | Marcatori | 59’ (aut.) Bergström 61’ Birmančević |

| Malmö 13ª giornata | Malmö FF | – Anticipata al 20 maggio | Elfsborg | Eleda Stadion |

| Halmstad 7 agosto 2021, ore 17:30 14ª giornata | Halmstad         | 0 – 0 referto | Malmö FF | Örjans Vall (2 015 spett.)\| Arbitro: \| Granit Maqedonci \| |
| Arbitro:                                       | Granit Maqedonci |               |          |                                                              |

| Arbitro: | Glenn Nyberg |

|                        |           |                                               |
| Čolak 7’ Abubakari 86’ | Marcatori | 17’ Berg 55’ (aut.) Larsson 90+9’ (rig.) Sana |

#### Girone di ritorno
| Arbitro: | Fredrik Klitte |

|                                                |           |  |
| Birmančević 43’ Abubakari 69’ Christiansen 88’ | Marcatori |  |

| Arbitro: | Mohammed Al-Hakim |

|                          |           |                   |
| Ludwigson 2’ Selmani 68’ | Marcatori | 6’ (aut.) Paulsen |

| Arbitro: | Adam Ladebäck |

|           |           |                 |
| Nalić 59’ | Marcatori | 90+5’ Adegbenro |

| Arbitro: | Mohammed Al-Hakim |

|                  |           |           |
| Čolak 16’ (rig.) | Marcatori | 80’ Ekdal |

| Arbitro: | Kristoffer Karlsson |

|  |           |                   |
|  | Marcatori | 6’ (aut.) Larsson |

| Arbitro: | Fredrik Klitte |

|                                                                   |           |             |
| Nanasi 13’ Čolak 45’ Christiansen 59’ (rig.) Nalić 68’ Berget 75’ | Marcatori | 22’ Mehmeti |

| Arbitro: | Bojan Pandžić |

|  |           |          |
|  | Marcatori | 15’ Moro |

| Arbitro: | Granit Maqedonci |

|  |           |                                             |
|  | Marcatori | 42’ (rig.) Čolak 53’ Nalić 56’ Christiansen |

| Arbitro: | Glenn Nyberg |

|             |           |                 |
| Simović 29’ | Marcatori | 43’ Birmančević |

| Arbitro: | Mohammed Al-Hakim |

|                 |           |  |
| Birmančević 25’ | Marcatori |  |

| Arbitro: | Bojan Pandžić |

|                                  |           |                                         |
| Girmai Netabay 51’ Sylisufaj 53’ | Marcatori | 49’ (rig.) Berget 76’ Čolak 90+2’ Čolak |

| Arbitro: | Kristoffer Karlsson |

|  |           |                     |
|  | Marcatori | 27’ Rieks 70’ Rieks |

| Arbitro: | Adam Ladebäck |

|                        |           |                             |
| Čolak 5’ Abubakari 84’ | Marcatori | 63’ Jeremejeff 70’ Wålemark |

| Arbitro: | Mohammed Al-Hakim |

|  |           |            |
|  | Marcatori | 83’ Berget |

| Malmö 4 dicembre 2021, ore 15:00 30ª giornata | Malmö FF     | 0 – 0 referto | Halmstad | Eleda Stadion (20 373 spett.)\| Arbitro: \| Glenn Nyberg \| |
| Arbitro:                                      | Glenn Nyberg |               |          |                                                             |

### Svenska Cupen 2020-2021

#### Gruppo 1
| Arbitro: | Kristoffer Karlsson |

|                  |           |                           |
| Christiansen 50’ | Marcatori | 39’ Ribeiro 65’ Johansson |

| Arbitro: | Bojan Pandžić |

|           |           |  |
| Marić 12’ | Marcatori |  |

| Arbitro: | Fredrik Klitte |

|                                                |           |               |
| Antonsson 33’ Nanasi 51’ Toivonen 54’ Sarr 74’ | Marcatori | 40’ Al-Ammari |

### Svenska Cupen 2021-2022
| Arbitro: | Adi Aganovic |

|                                                            |           |               |
| Čolak 9’ Čolak 20’ Birmančević 48’ Abubakari 53’ Čolak 66’ | Marcatori | 57’ Andersson |

### UEFA Champions League 2021-2022

#### Turni preliminari
| Arbitro: | Oskari Hämäläinen |

|           |           |  |
| Čolak 50’ | Marcatori |  |

| Arbitro: | Gergo Bogár |

|                  |           |           |
| Černomordijs 57’ | Marcatori | 33’ Čolak |

| Arbitro: | Mykola Balakin |

|                              |           |               |
| Čolak 45+1’ Christiansen 74’ | Marcatori | 68’ Ro. Riski |

| Arbitro: | Stuart Attwell |

|                        |           |                                  |
| Tenho 1’ Ri. Riski 78’ | Marcatori | 10’ Christiansen 76’ Birmančević |

| Arbitro: | Szymon Marciniak |

|                           |           |                |
| Rieks 47’ Birmančević 49’ | Marcatori | 90+5’ S. Davis |

| Arbitro: | Slavko Vinčić |

|             |           |                     |
| Morelos 19’ | Marcatori | 53’ Čolak 58’ Čolak |

#### Spareggi
| Arbitro: | Antonio Mateu Lahoz |

|                            |           |  |
| Birmančević 26’ Berget 61’ | Marcatori |  |

| Arbitro: | Clément Turpin |

|                                   |           |                 |
| Nedjalkov 10’ Sōtīriou 60’ (rig.) | Marcatori | 42’ Birmančević |

#### Fase a gironi
| Arbitro: | Artur Soares Dias |

|  |           |                                                |
|  | Marcatori | 23’ Alex Sandro 45’ (rig.) Dybala 45+1’ Morata |

| Arbitro: | Anastasios Sidīropoulos |

|                                                    |           |  |
| Claudinho 9’ Kuzjaev 49’ Sutormin 80’ Wendel 90+4’ | Marcatori |  |

| Arbitro: | François Letexier |

|                                                                    |           |  |
| Christensen 9’ Jorginho 21’ (rig.) Havertz 48’ Jorginho 57’ (rig.) | Marcatori |  |

| Arbitro: | Felix Brych |

|  |           |            |
|  | Marcatori | 56’ Ziyech |

| Arbitro: | Andris Treimanis |

|           |           |                        |
| Rieks 28’ | Marcatori | 90+2’ (rig.) Rakyc'kyj |

| Arbitro: | Irfan Peljto |

|          |           |  |
| Kean 18’ | Marcatori |  |